# Попова, Раиса Фёдоровна
Раиса Фёдоровна Попова (р. 31 августа 1941 года, хутор Сиротино, Шебекинский район, Курская (ныне — Белгородская) область) — 21 октября 2021 года) — советская и российская волейболистка и тренер. Заслуженный тренер России (2005). Заслуженный работник физической культуры Российской Федерации (2002).

## Биография
Раиса Фёдоровна Попова родилась 31 августа 1941 года на хуторе Сиротино Шебекинского района Курской (ныне — Белгородской) области. Начала заниматься волейболом во время учёбы в школе. Мастер спорта СССР. Выступала за команды: 1960—1963 — «Спартак» (Ереван), 1964—1965 — «Буревестник» (Тбилиси). Играла за волейбольную сборную Армянской ССР на Спартакиаде народов СССР 1963 года. В 1963 окончила Ереванский государственный институт физической культуры. В 1969 году переехала в Белгород.
С 1975 года работала тренером. Была ассистентом на кафедре физической культуры Белгородского педагогического института. С 1991 по 2006 год — главный тренером команды «Педагог»/ «Белые Звёзды»/ «Университет» (Белгород), с которой дважды завоёвывала серебряные медали чемпионатов России (2001, 2003) и один раз — бронзовые (2002).
Под руководством Раисы Фёдоровны тренировались множество титулованных волейболисток — Александра Коруковец, Елена Ежова, Олеся Шаравская и другие.
С 2010 года является начальником вновь созданной команды «Белогорочка—БГТУ» (Белгород).
Работала старшим преподавателем кафедры спортивных дисциплин Белгородского государственного университета.

### Игровая карьера
- 1960—1963 — «Спартак» (Ереван);
- 1963 — сборная Армянской ССР;
- 1964—1965 — «Буревестник» (Тбилиси).

### Тренерская карьера
- 1991—2006 — «Педагог»/ «Белые Звёзды»/ «Университет» (Белгород) — главный тренер.

## Тренерские достижения
- Двукратный серебряный призёр чемпионатов России (2001, 2003);
  - Бронзовый призёр чемпионата России 2002.
- Серебряный призёр розыгрыша Кубка России 2000.

## Награды и звания
- Заслуженный тренер России (2005).
- Заслуженный работник физической культуры Российской Федерации (2002)[13].
- Кавалер почётного знака ВФВ «За заслуги в развитии волейбола» (2011).